# ERG3
ERG3 或甾醇-C5-去饱和酶（英語：Sterol C5-desaturase）是真菌釀酒酵母（Saccharomyces cerevisiae）的涉及麦角固醇生物合成的一种酶，与人类基因组中的CS5D同源，可定位于内质网或囊泡中，催化表甾醇的C5(6)脱氢形成双键变为5-脱氢表甾醇，5-脱氢表甾醇之后经历ERG5、ERG4等多个酶的转化最终变为麦角固醇。

各种真核生物的C-5甾醇去饱和酶所参与的甾体合成通路